# Молосс
Моло́сс (грец. Molossos) — син Неоптолема й Андромахи, що стала його бранкою після падіння Трої; епонім відповідної області в Епірі та її мешканців молосів.